# Donneur (poker)
Pour les articles homonymes, voir Donneur.
 (mars 2023).
Si vous disposez d'ouvrages ou d'articles de référence ou si vous connaissez des sites web de qualité traitant du thème abordé ici, merci de compléter l'article en donnant les références utiles à sa vérifiabilité et en les liant à la section « Notes et références ».
Au poker, que ce soit lors de tournoi de poker ou non, le donneur, appelé également dealer (en anglais), est un rôle qui passe de joueur en joueur en tournant dans le sens horaire.

## Identification du donneur

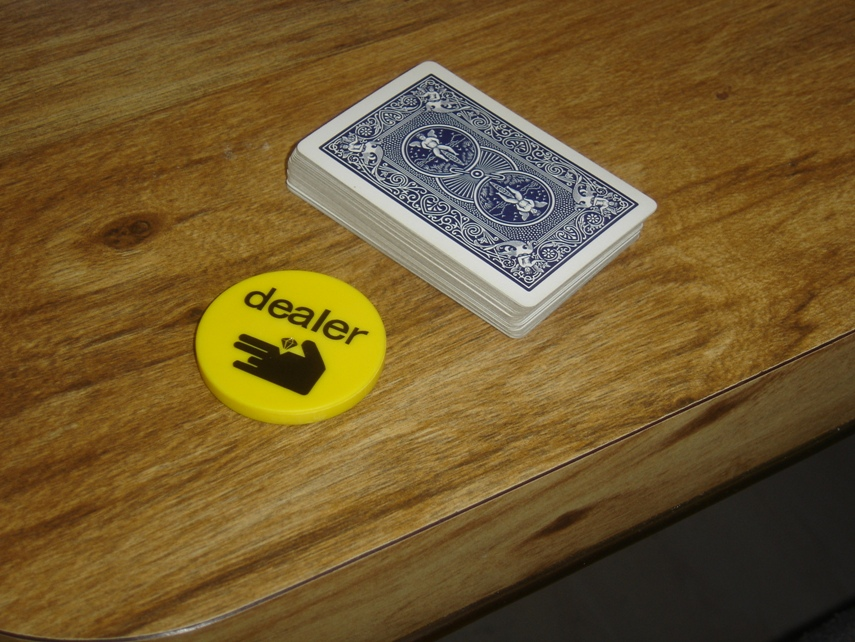
Le « bouton du donneur ».

Sur une table, le donneur est identifié en général par la présence à côté de lui d'un jeton spécial, appelé "buton", plus gros que les jetons du jeu et marqué d'un "D" pour "Dealer" ("Donneur" en français) afin de ne pas être confondu avec les autres jetons du poker.
Dans une partie entre amis, il est possible de s'en passer, mais il faut alors faire attention à ne pas oublier le dernier qui a été donneur.

## Rôle du donneur

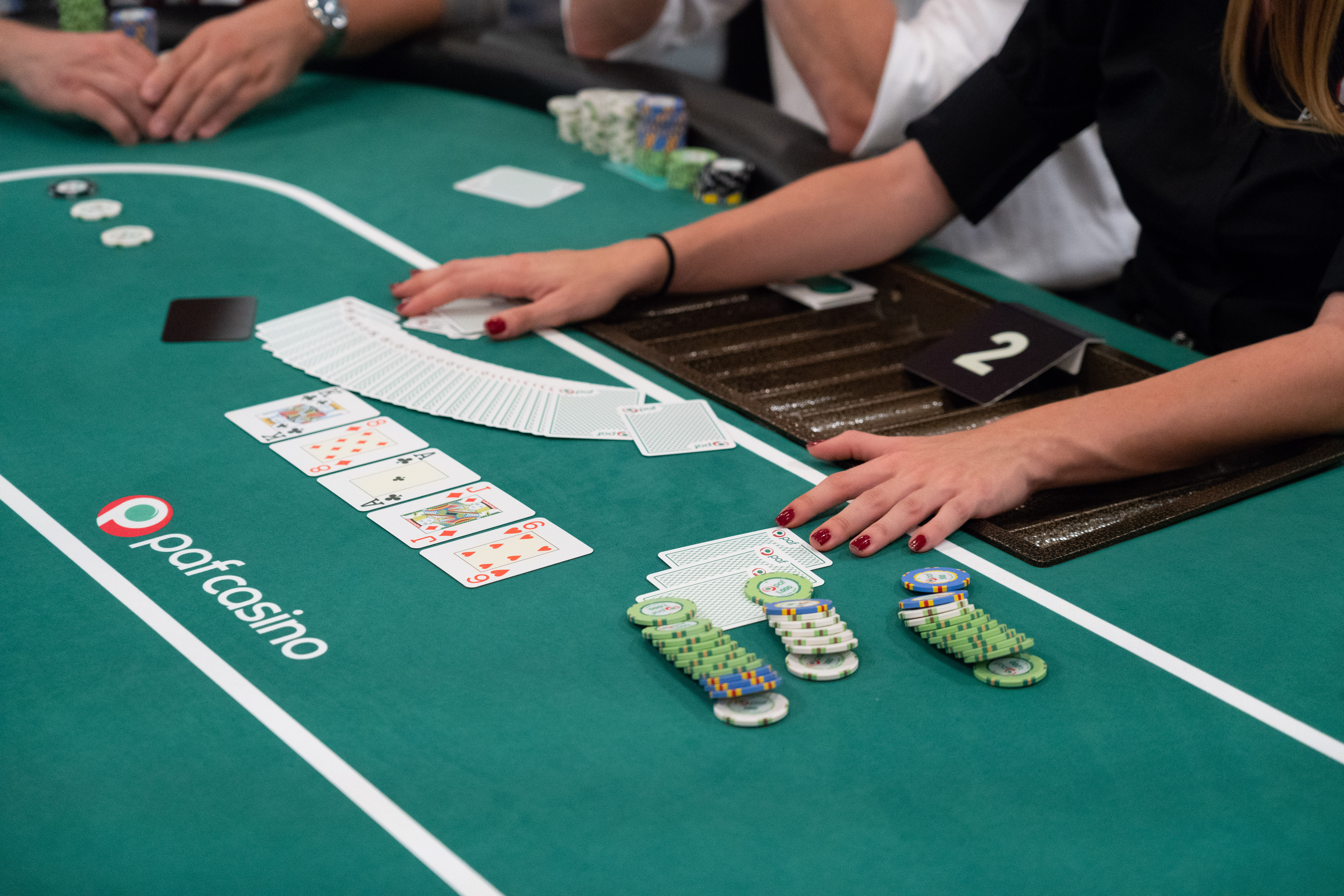
Donneur au Pocker

Le donneur, contrairement à son nom, n'est pas forcément celui qui donne les cartes, car il peut y avoir à la table un croupier qui se charge alors de la distribution à chaque tour mais qui ne joue pas. Il est aussi possible qu'un autre joueur se charge de la distribution (absence du joueur dont c'est le tour, ou incapacité physique). Ce qui n'empêche pas le rôle de donneur de continuer de passer de joueur en joueur.
C'est la position du donneur qui détermine par qui va commencer la distribution des cartes.
Dans les variantes Hold'em et fermées du poker il s'agit du joueur (encore en jeu) situé juste après le donneur (dans le sens horaire) qui va recevoir la première carte, miser le petit blind au premier tour, et miser en premier lors des tours suivants.
Dans les variantes de stud où il n'y a pas de blinds, la position du donneur ne sert qu'a déterminer qui reçoit la première carte du paquet.

## Obligations de celui qui distribue
Celui qui distribue les cartes (donneur ou croupier) a pour rôle de mélanger les cartes avant chaque donne, de distribuer, selon la variante du poker, les cartes aux joueurs, de retourner les cartes communes au milieu de la table, de ramasser les cartes des joueurs ayant passé et de rassembler au centre de la table les jetons misés par chaque joueur.